# Mariä Himmelfahrt (Schönholthausen)

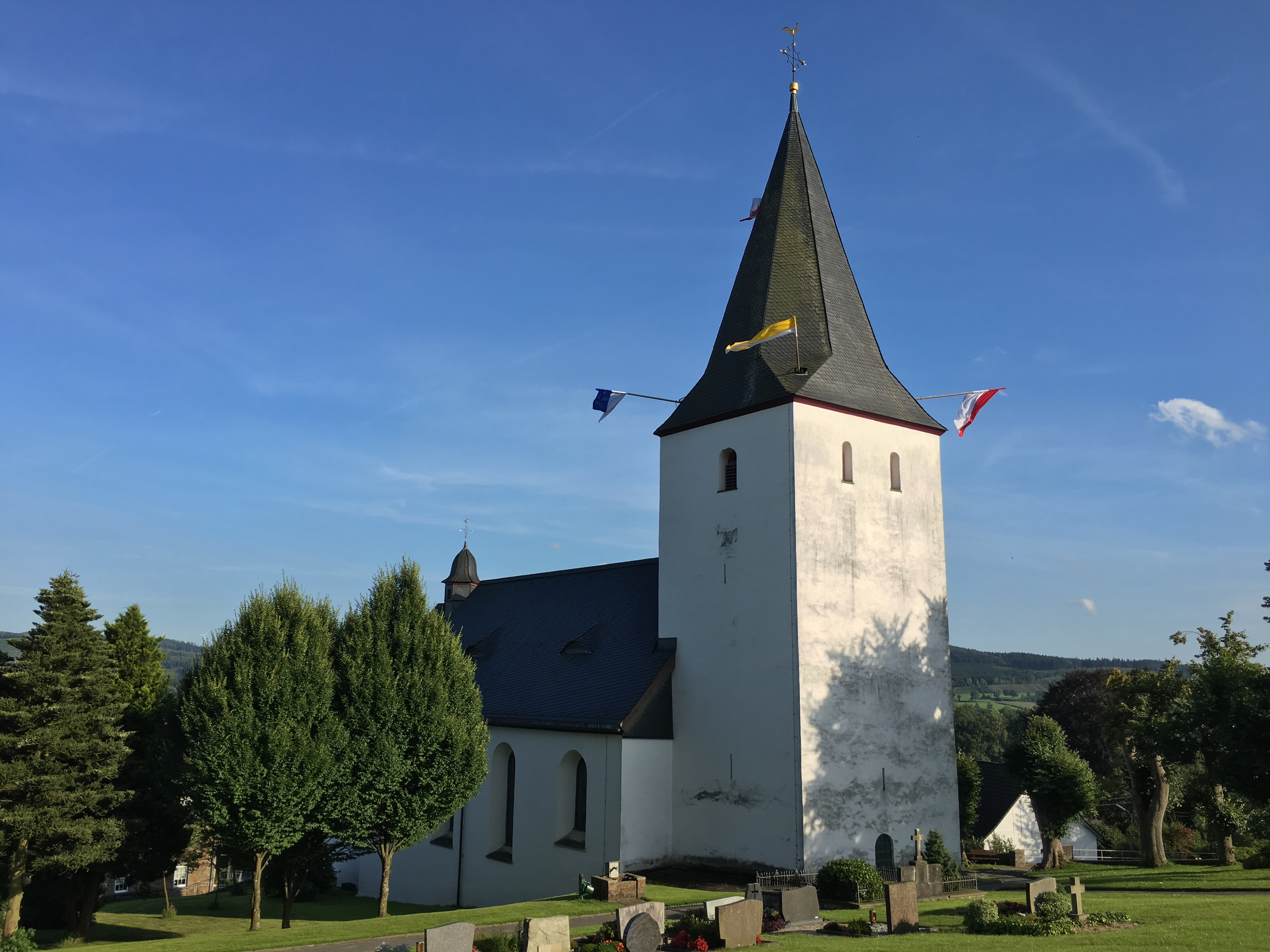
Mariä Himmelfahrt (Schönholthausen)

Die römisch-katholische, denkmalgeschützte Pfarrkirche Mariä Himmelfahrt steht in Schönholthausen, einem Ortsteil der Gemeinde Finnentrop im Kreis Olpe in Nordrhein-Westfalen. Die Kirche gehört zum Pastoralverbund Frettertal im Dekanat Südsauerland des Erzbistums Paderborn.

## Beschreibung
Die Saalkirche wurde 1732–36 nach einem Entwurf von Johann Jost Schilling erbaut. Sie besteht aus einem Langhaus mit vier Jochen, das mit einem Satteldach bedeckt ist, einem eingezogenen, dreiseitig geschlossenen Chor im Osten, aus dessen Dach sich ein Dachreiter mit einer kleinen Kirchenglocke erhebt, und einem romanischen Kirchturm im Westen, der mit einem achtseitigen Knickhelm bedeckt wurde. Der Innenraum ist mit einem Sterngewölbe über Wandvorlagen überspannt. Der Hochaltar wurde 1750 aus Berghausen übernommen.